# 헤이우드 브룬

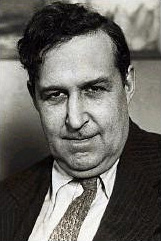
1935년경의 브룬.

헤이우드 캠벨 브룬 주니어(Heywood Campbell Broun, Jr. [ˈbruːn][*]: 1888년 12월 7일 – 1939년 12월 18일)는 미국의 언론인이다. 뉴욕 시에서 스포츠 기자, 칼럼니스트, 편집장 등으로 일했다. 오늘날의 신문협회의 전신인 미국신문협회를 설립했다. 사회적 문제에 관한 저술과 약자를 대변하여 싸운 것으로 기억되고 있다. 브룬은 언론인들이 잘못, 특히 사회적 병폐를 바로잡는 데 기여할 수 있다고 믿었다.